# Feldschwirl
Der Feldschwirl (Locustella naevia) ist ein Singvogel aus der Gattung der Schwirle (Locustella) und der Familie der Schwirlverwandten (Locustellidae). In Mitteleuropa ist diese Art ein verbreiteter und lokal häufiger Brut- und Sommervogel.

## Beschreibung
Der Feldschwirl ist etwa 12 bis 14 Zentimeter lang und wiegt 14 bis 20 Gramm. Die Oberseite ist olivbraun gestreift und seine Unterseite gelbweiß gefärbt. Der schlanke Vogel hat rötlichbraune Beine und einen keilförmigen Schwanz. Männchen und Weibchen haben die gleiche Färbung. Sein Gesang klingt in etwa wie „sirrrr“ und erinnert an eine Heuschrecke, weshalb er früher auch als Heuschreckensänger bezeichnet wurde. Dieser Gesang ist auch nachts zu hören, und auch noch Ende August bis Anfang September, wenn die meisten anderen Singvögel schon verstummt sind. Der scheue Feldschwirl bewegt sich am liebsten auf dem Boden und meidet den Flug.

## Verbreitungsgebiet und Lebensraum

Verbreitung des Feldschwirls:
Brutgebiete
Migration
Überwinterungsgebiete

Das Brutareal des Feldschwirls erstreckt sich über die mittleren Breiten vom Westen Europas bis zum Jenissei und dem Südosten des Altaigebirges. Er kommt auf Irland und Großbritannien vor, wobei die Nordgrenze durch den Norden Schottlands, über Dänemark, durch Südnorwegen und dem Süden von Finnland verläuft. Die südliche Verbreitungsgrenze verläuft von Nordspanien über Südfrankreich bis nach Rumänien und entlang der nördlichen Küste des Schwarzmeers bis zum Ural. Die Art fehlt in den Alpen und im Mittelmeerraum.
Der Feldschwirl lebt in offenen Landschaften, feuchten Wiesen, Sümpfen, Mooren, am Flussufer und in Heiden. Er benötigt eine mindestens zwanzig bis dreißig Zentimeter hohe Krautschicht sowie höhere Warten wie beispielsweise vorjährige Stauden, einzelne Sträucher oder kleine Bäume. Die Bodenfeuchtigkeit ist von untergeordneter Bedeutung, da er auch an trockeneren Standorten vorkommt, wenn diese ihm vorgenannte Bedingungen bieten. Typische Standorte für Brutplätze sind Großseggensümpfe und Pfeifengraswiesen, schütteres, mit Gras durchwachsenes Landschilf, lichte und feuchte Waldstandorte oder stark verkrautete Waldränder sowie extensiv genutzte Felder und Weiden, Heiden- und Ruderalflächen.
In Mitteleuropa ist der Langstreckenzieher von April bis September zu beobachten. Sein Winterquartier hat er im tropischen Afrika. Abreisezeit und Zugrichtung sind ihm angeboren.

## Ernährung
Der Feldschwirl ernährt sich von Spinnen, Weichtieren, Insekten und deren Larven.

## Fortpflanzung

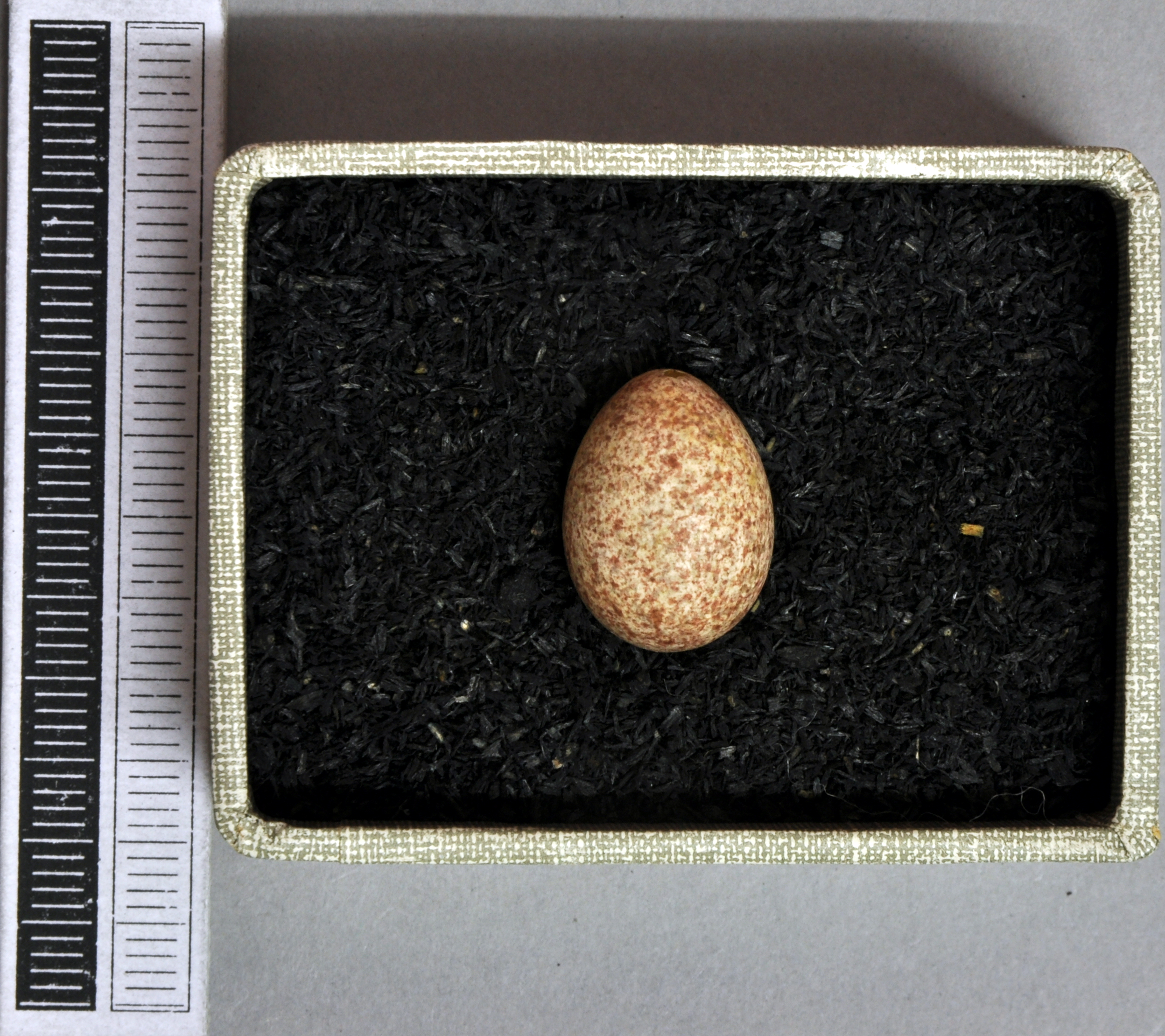
Ei, Sammlung Museum Wiesbaden

Die Geschlechtsreife tritt nach einem Jahr ein. Die Hauptbrutzeit ist Mai bis Juli. Das aus Halmen, Laub und Gras erbaute napfförmige Nest ist auf dem Boden in dichter Vegetation gut versteckt. Das Weibchen legt 4 bis 6 weißviolett gefleckte Eier. Die Eier werden 13 bis 15 Tage lang von beiden Elternvögeln gewärmt. Die Jungvögel bleiben 10 bis 12 Tage im Nest. Beide Elternvögel füttern. Die adulten Vögel fliegen das Nest nicht direkt an, sondern landen in der Nähe und nähern sich unter Ausnutzung von Bodendeckung dem Nest. In Mitteleuropa sind Zweitbruten selten und kommen nur in warmen und trockenen Jahren vor. In Großbritannien und Frankreich sind zwei Jahresbruten dagegen die Regel.

## Bestand
Für den Feldschwirl sind kurzfristige Populationsschwankungen und lokale Arealverschiebungen typisch, da er bevorzugt Flächen mit frühen Sukzessionsstadien und Überschwemmungsgebieten besiedelt, deren Struktur sich rasch verändert. Zu hohen Verlusten kommt es auch in den Winterquartieren. Hauptursache für lokale Bestandsrückgänge sind Lebensraumzerstörungen durch Entwässerung und Grundwasserabsenkung mit einer anschließenden raschen Sukzession, die Fragmentierung von Feuchtgebieten sowie die Zerstörung von Hochstaudenfluren und Ufervegetation sowie eine intensive landwirtschaftliche Nutzung. Verluste in den Überwinterungsquartieren treten vor allem dann auf, wenn es in der Sahelregion extreme Trockenjahre gibt.
Der deutsche Brutvogelbestand wird für das Jahr 2016 auf 25.000 bis 43.000 Brutpaare geschätzt. In der Roten Liste der Brutvögel Deutschlands von 2020 wird die Art in der Kategorie 2 als „stark gefährdet“ geführt.